# Jornada Universitária em Defesa da Reforma Agrária
Uma Jornada Universitária em Defesa da Reforma Agrária, ou simplesmente JURA é um evento de ocorrência regular em alguns campus universitários brasileiros, que tem por objetivo engajar estudantes, professores, pensadores, membros do movimento social dos trabalhadores sem terra, inclusive o Movimento dos Trabalhadores Rurais Sem Terra e autoridades governamentais, para discutir e promover a Reforma agrária no Brasil, ou a Reforma Agrária em geral, para solucionar um dos maiores problemas sociais no Brasil, que é a desigualdade no acesso às terras no país.
São inúmeros os eventos desse tipo que ocorrem todos os anos no Brasil.

## Ocorrências do Evento
Alguns deles são listados a seguir.

### 2020
1. JURA 2020 ESALQ-USP [1]
2. JURA 2020 UFAL [2]

### 2014
1. JURA 2014 UnB[3]